# Monobryozoon ambulans
Monobryozoon ambulans is een mosdiertjessoort uit de familie van de Monobryozoidae. De wetenschappelijke naam van de soort is voor het eerst geldig gepubliceerd in 1936 door Remane.